# Fußball-Club Bayern München Basketball 2015-2016
Questa voce raccoglie le informazioni riguardanti il Fußball-Club Bayern München Basketball nelle competizioni ufficiali della stagione 2015-2016.

## Stagione
La stagione 2015-2016 del Fußball-Club Bayern München Basketball è la 15ª nel massimo campionato tedesco di pallacanestro, la Basketball-Bundesliga.

## Roster
Aggiornato al 14 ottobre 2022.
| Bayern München 2015-16 | Bayern München 2015-16 |
| Giocatori              | Staff tecnico          |
| ---------------------- | ---------------------- |

| N. | Naz.                                                     | Ruolo | Nome                | Anno | Alt.   | Peso   |  |
| -- | -------------------------------------------------------- | ----- | ------------------- | ---- | ------ | ------ |  |
| 4  | Germania (bandiera)                                      | PG    | Sebastian Schmitt   | 1996 | 184 cm |        |  |
| 5  | Stati Uniti (bandiera)                                   | G     | K.C. Rivers         | 1993 | 204 cm | 88 kg  |  |
| 9  | Stati Uniti (bandiera)                                   | AG    | Deon Thompson       | 1988 | 204 cm | 108 kg |  |
| 10 | Stati Uniti (bandiera)                                   | P     | Justin Cobbs        | 1991 | 191 cm | 86 kg  |  |
| 11 | Germania (bandiera)                                      | C     | Andreas Seiferth    | 1989 | 209 cm | 110 kg |  |
| 12 | Stati Uniti (bandiera) · Bosnia ed Erzegovina (bandiera) | P     | Alex Renfroe        | 1986 | 191 cm | 77 kg  |  |
| 13 | Serbia (bandiera)                                        | PG    | Vasilije Micić      | 1994 | 194 cm | 87 kg  |  |
| 14 | Bosnia ed Erzegovina (bandiera) · Germania (bandiera)    | GA    | Nihad Đedović       | 1990 | 196 cm | 86 kg  |  |
| 16 | Germania (bandiera)                                      | A     | Paul Zipser         | 1994 | 203 cm | 100 kg |  |
| 19 | Germania (bandiera)                                      | AG    | Richard Freudenberg | 1998 | 204 cm | 90 kg  |  |
| 20 | Serbia (bandiera)                                        | AG    | Duško Savanović     | 1983 | 204 cm | 102 kg |  |
| 21 | Germania (bandiera)                                      | C     | Dejan Kovačević     | 1996 | 208 cm | 96 kg  |  |
| 23 | Zimbabwe (bandiera)                                      | C     | Vitalis Chikoko     | 1991 | 208 cm | 94 kg  |  |
| 25 | Slovacchia (bandiera) · Germania (bandiera)              | G     | Anton Gavel         | 1984 | 189 cm | 87 kg  |  |
| 30 | Stati Uniti (bandiera) · Germania (bandiera)             | G     | Chad Toppert        | 1985 | 199 cm | 95 kg  |  |
| 35 | Germania (bandiera)                                      | AP    | Karim Jallow        | 1997 | 198 cm | 90 kg  |  |
| 41 | Germania (bandiera)                                      | C     | Daniel Mayr         | 1996 | 216 cm |        |  |
| 42 | Germania (bandiera)                                      | AG    | Maximilian Kleber   | 1992 | 211 cm | 100 kg |  |
| 44 | Stati Uniti (bandiera)                                   | G     | Bryce Taylor (C)    | 1986 | 195 cm | 92 kg  |  |
| 54 | Stati Uniti (bandiera)                                   | C     | John Bryant         | 1987 | 211 cm | 120 kg |  |

| Allenatore                                                                                     |
| - Svetislav Pešić                                                                              |
| Assistente/i                                                                                   |
| - Philipp Köchling - Emir Mutapčić Legenda - (C) Capitano - (IN) Inattivo - Infortunato Roster |

## Mercato

### Sessione estiva
| Acquisti | Acquisti          | Acquisti        | Acquisti   | Acquisti |
| R.       | Nome              | da              | Modalità   |          |
| -------- | ----------------- | --------------- | ---------- | -------- |
| P        | Alex Renfroe      | Alba Berlino    | definitivo |          |
| G        | K.C. Rivers       | Real Madrid     | definitivo |          |
| C        | Andreas Seiferth  | Artland Dragons | definitivo |          |
| AG       | Deon Thompson     | H. Gerusalemme  | definitivo |          |
| AG       | Maximilian Kleber | Obradoiro       | definitivo |          |

| Cessioni | Cessioni           | Cessioni    | Cessioni       | Cessioni |
| R.       | Nome               | a           | Modalità       |          |
| -------- | ------------------ | ----------- | -------------- | -------- |
| C        | Jan Jagla          |             | ritirato       |          |
| A        | Robin Benzing      | Saragozza   | fine contratto |          |
| P        | Heiko Schaffartzik | Limoges CSP | fine contratto |          |
| C        | Vladimir Štimac    | Estudiantes | fine contratto |          |
| G        | Lucca Staiger      | Bamberger   | fine contratto |          |
| C        | Yassin Idbihi      | Bamberger   | fine contratto |          |
| G        | Mauricio Marin     | Norimberga  | fine contratto |          |

### Dopo l'inizio della stagione
| Acquisti | Acquisti        | Acquisti         | Acquisti         | Acquisti   |
| R.       | Nome            | da               | Data             | Modalità   |
| -------- | --------------- | ---------------- | ---------------- | ---------- |
| P        | Justin Cobbs    | İstanbul B.B.    | 27 dicembre 2015 | definitivo |
| G        | Chad Toppert    | Reno Bighorns    | 1 marzo 2016     | definitivo |
| C        | Vitalis Chikoko | Scaligera Verona | 3 marzo 2016     | definitivo |

| Cessioni | Cessioni       | Cessioni     | Cessioni         | Cessioni    |
| R.       | Nome           | a            | Data             | Modalità    |
| -------- | -------------- | ------------ | ---------------- | ----------- |
| G        | K.C. Rivers    | Real Madrid  | 22 dicembre 2015 | rescissione |
| PG       | Vasilije Micić | Stella Rossa | 27 dicembre 2015 | prestito    |